# Aufschluss (Geologie)

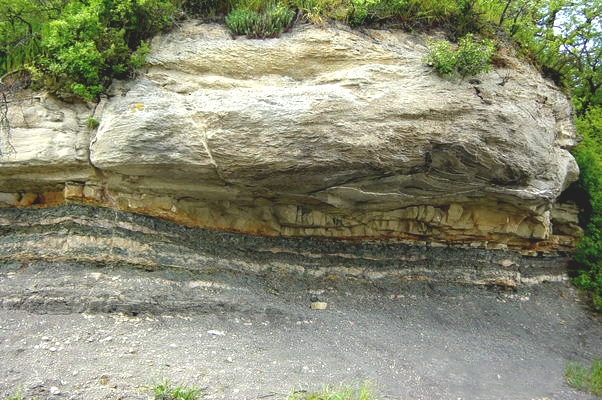
Aufschluss von Ton- und Sandsteinen des Keupers am Schwanberg bei Iphofen

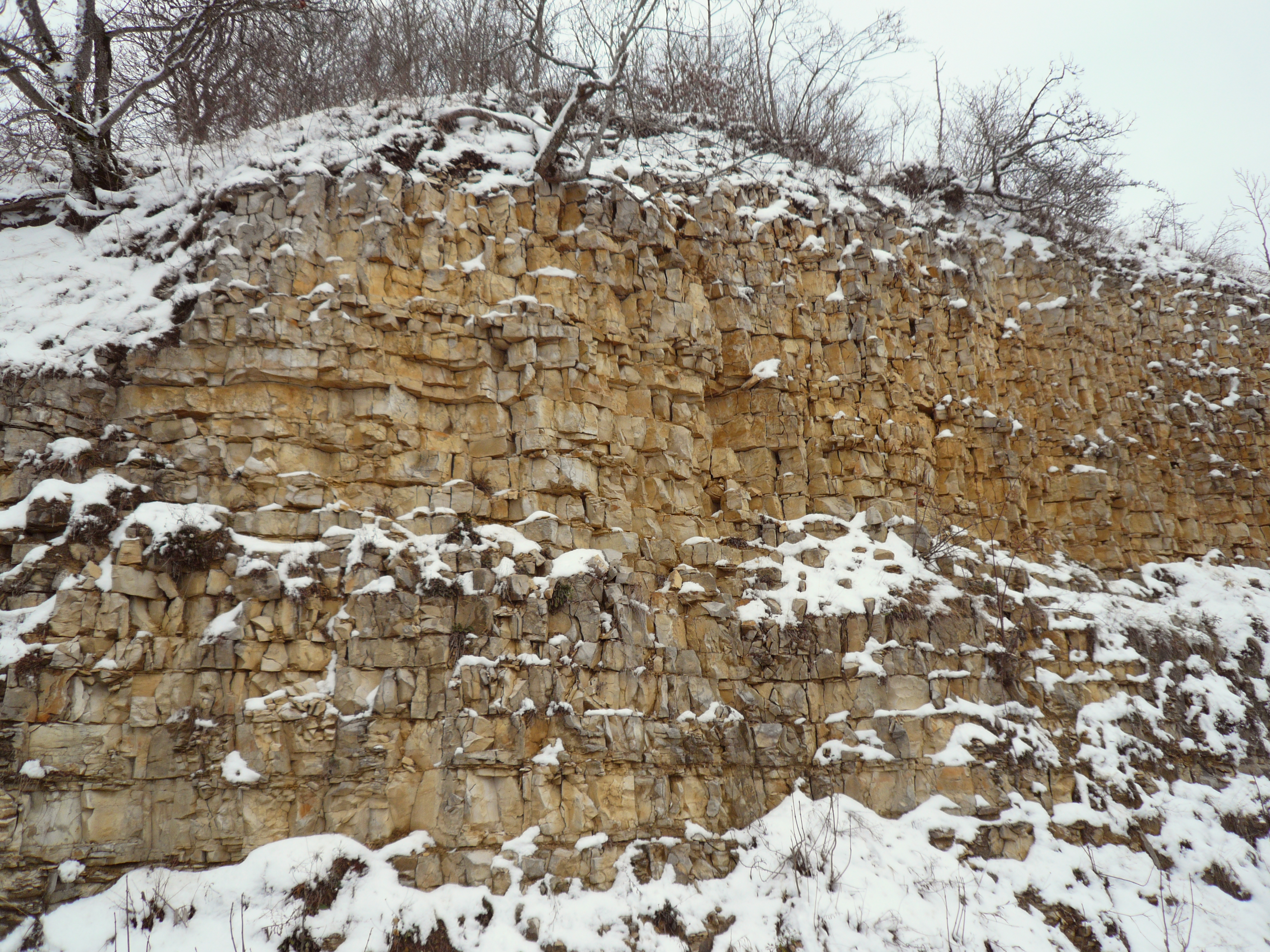
Aufschluss von Kalksteinen des Oberjura am Dreifaltigkeitsberg auf der Schwäbischen Alb

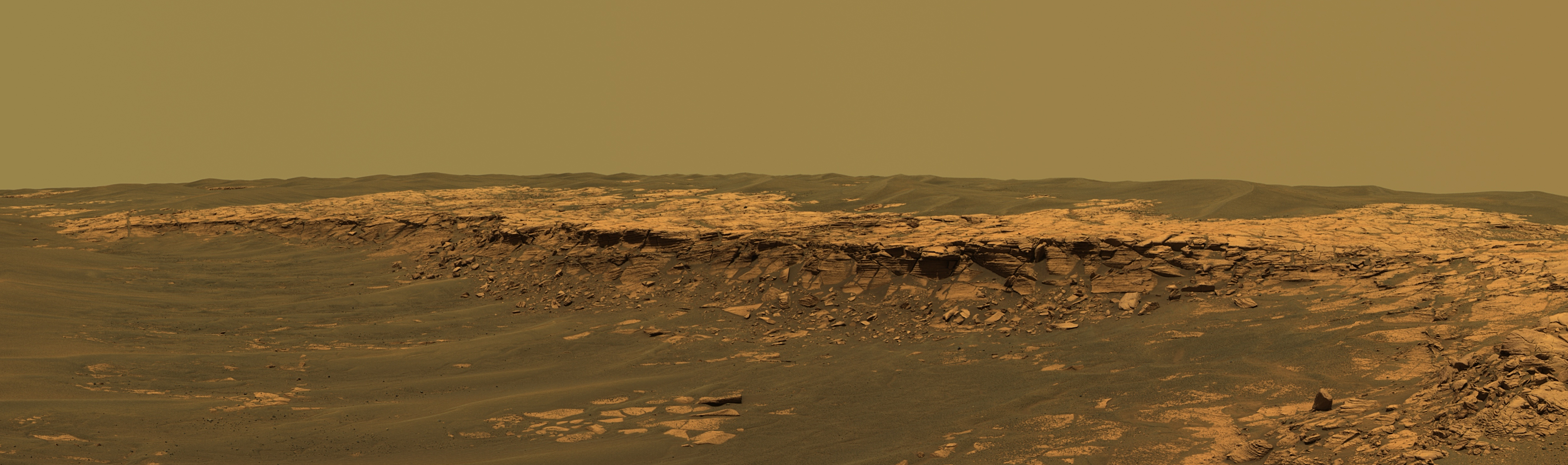
Aufschluss Payson mit Gipssandsteinen am Westrand des Erebus-Kraters auf dem Mars (Aufnahme des Opportunity-Rovers)

Ein Aufschluss (bisweilen auch Anriss oder Ausbiss genannt, siehe jedoch → Ausbiss) ist eine Stelle an der Erdoberfläche, an der Gestein, das mit dem regionalen Gesteinsuntergrund verbunden ist (sogenanntes anstehendes Gestein), unverhüllt zu Tage tritt. Dieses ist unter humiden (feuchten) Klimabedingungen insbesondere im Flachland oftmals weitgehend durch Boden und Pflanzenbewuchs verdeckt und daher nicht aufgeschlossen. Lassen sich in einem Aufschluss neben der Gesteinsart auch grobe Strukturen wie Klüftung, Schichtung oder Schieferung erkennen und einmessen, spricht man von relativ guten, sind auch Details wie Sedimentstrukturen erkennbar, von idealen Aufschlussverhältnissen. Aufschlüsse sind auch Orte zur Aufnahme von Gesteinsproben für wissenschaftliche oder technische Zwecke.

## Arten
Man unterscheidet:
- natürliche Aufschlüsse:
  - frei stehende Felsen, einzelne Felswände (z. B. Schichtstufen), oder, besonders großflächig, Hochgebirgsmassive
  - Steilufer von Flüssen, Schluchten, Canyons und Steilküsten
  - Abrisskanten von Erdrutschen
- künstliche (anthropogene) Aufschlüsse:
  - Abbaufronten von Tagebauen und Steinbrüchen, Kiesgruben, Baugruben
  - Stollen im Untertage-Bergbau
  - Straßen- oder Bahneinschnitte
  - Schürfgräben etc.

Im weitesten Sinne kann man auch die Gesteinsproben, die durch geologische Bohrungen gewonnen wurden (→ Bohrkern), als künstlichen Aufschluss bezeichnen.
An künstlichen wie natürlichen, relativ „frischen“ steilen Geländeanschnitten (z. B. an Steilküsten oder in aktiven Steinbrüchen), kann in humiden Klimazonen oberhalb des anstehenden Gesteins oft auch ein Bodenprofil beobachtet werden.

## Bedeutung
Aufschlüsse sind die wichtigsten Datenquellen für die Geologie im Allgemeinen (vgl. → Geoarchiv) und für geologische Kartierungen im Besonderen, da man an ihnen die an exakt dieser Stelle anzutreffenden geologischen Verhältnisse ablesen kann. Fehlen Aufschlüsse in einem bestimmten Gebiet, kann anhand von Lesesteinen – gehäuft im Boden auftretenden, losen Gesteinsfragmenten – auf das eventuell tieferliegende Anstehende geschlossen werden.
Zudem können Aufschlüsse je nach Art und Größe als Geotope Einblick in längere Abschnitte der Erdgeschichte bieten oder, mitunter in Gestalt beeindruckender Felsformationen, landschaftsformende Prozesse beispielhaft veranschaulichen. Solche Aufschlüsse werden nicht selten als Naturdenkmale unter gesetzlichem Schutz gestellt, nicht zuletzt auch, weil sie als geotouristische Ziele die Attraktivität einer Region für heimatkundlich oder allgemein interessierte Besucher erhöhen.